# Ian Butterworth
Ian Stuart Butterworth, född 25 januari 1964 i Crewe, är en engelsk före detta fotbollsspelare.